# لووسیمندان
لووسیمندان (انگلیسی: Levosimendan) یک داروی حساس‌کننده کلسیم است که در مدیریت نارسایی احتقانی قلب جبران‌نشده حاد استفاده می‌شود. این دارو منجر به اینوتروفی بیشتر با افزایش حساسیت کلسیم می‌شود که به تروپونین متصل می‌شود و منجر به نیروی اینوتروفیک مثبت بیشتر می‌شود. همچنین این دارو می‌تواند کانال‌های پتاسیم حساس به ATP را در سلول‌های عضله صاف عروق باز کند و اثرات اتساع عروقی دارو منجر به کاهش پیش‌بار و بار بعدی می‌شود و کار کمتری بر قلب وارد می‌کند.